# Puntate di Techetechete' (quindicesima stagione)

Logo del programma in uso nella quindicesima stagione.

La quindicesima stagione del programma televisivo italiano di videoframmenti Techetechete' va in onda in access prime time su Rai 1 dal 29 giugno 2025.

## Caratteristiche
La prima puntata, condotta da Topo Gigio, è dedicata alle 40 canzoni al primo posto in Hit Parade all'inizio d'estate dal 1960 al 1999. Al pupazzo è stata dedicata anche una puntata speciale il 3 agosto 2025, con filmati inediti in Italia provenienti dalla TV statunitense. Gli autori saranno dieci: Mattia Bravi, Massimiliano Canè, Francesca Di Ciccio, Claudia Di Giuseppe, Francesca Dore, Emilio Levi, Roberto Patrone, Luca Rea, Francesco Valitutti e Carlo Vani. La sigla è rimasta invariata rispetto alla stagione precedente.
La trasmissione, in questa stagione, viene sostituita la domenica (il 6 luglio) dallo spin-off Techeteche Top ten, condotto da Bianca Guaccero, che viene proposto, visto i buoni dati d'ascolto, a partire dal 12 luglio per l'intera settimana in contraltare alla programmazione de La ruota della fortuna condotta da Gerry Scotti su Canale 5. Dato il consistente calo di ascolti durante la prima settimana di messa in onda, dal 21 luglio (anziché dal 2 agosto come originariamente programmato) ha dovuto cedere il passo alle puntate tradizionali di Techetechete'.
A partire dal 27 luglio 2025 le puntate domenicali, repliche di stagioni precedenti, vanno in onda con la dicitura Techetechete' Classic. Dal 9 agosto le puntate del sabato vengono sostituite dalle repliche di Evviva! - La grande bellezza della TV. La chiusura dell'edizione, prevista inizialmente per il 6 settembre, è stata anticipata al 1º settembre per la trasmissione delle puntate della nuova edizione di Affari tuoi.

## Puntate
| N. | Messa in onda | Titolo                                 | Note                                                                        | Autore                                | Telespettatori | Share | Fonte    |
| -- | ------------- | -------------------------------------- | --------------------------------------------------------------------------- | ------------------------------------- | -------------- | ----- | -------- |
| 1  | 29 giugno     | Techetechete' Party                    | Puntata dedicata ai 40 anni di Hit Parade                                   | La squadra di Techetechete'           | 2 884 000      | 20,5% | [ F 1 ]  |
| 2  | 30 giugno     | Uguali e diverse                       | Puntata dedicata alle canzoni differenti che hanno lo stesso titolo         | Massimiliano Canè                     | 3 117 000      | 18,6% | [ F 2 ]  |
| 3  | 1º luglio     | Una, due, milleluci                    | Puntata dedicata a Milleluci                                                | Roberto Patrone                       | 2 827 000      | 17,1% | [ F 3 ]  |
| 4  | 2 luglio      | Canzoni in gondola                     | Puntata dedicata alla Mostra internazionale di musica leggera di Venezia    | Luca Rea                              | 2 756 000      | 17,8% | [ F 4 ]  |
| 5  | 3 luglio      | Pane, vino e varietà                   | Puntata dedicata al cibo                                                    | Claudia Di Giuseppe                   | 2 814 000      | 18,6% | [ F 5 ]  |
| 6  | 4 luglio      | La TV di quando eravamo ragazzi        | Puntata dedicata alla TV dei ragazzi                                        | Emilio Levi                           | 2 681 000      | 18,8% | [ F 6 ]  |
| 7  | 5 luglio      | Sergio Bardotti, la musica è poesia    | Puntata dedicata a Sergio Bardotti                                          | Carlo Vani                            | 2 544 000      | 20,6% | [ F 7 ]  |
| 8  | 7 luglio      | Massimo Ranieri Parade                 | Puntata dedicata a Massimo Ranieri                                          | Emilio Levi                           | 2 723 000      | 16,2% | [ F 8 ]  |
| 9  | 8 luglio      | Momenti di Al Paradise                 | Puntata dedicata ad Al Paradise                                             | Francesca Di Ciccio                   | 2 951 000      | 18,0% | [ F 9 ]  |
| 10 | 9 luglio      | Dentro Sanremo                         | Puntata dedicata al dietro le quinte del Festival di Sanremo                | Mattia Bravi                          | 3 255 000      | 19,7% | [ F 10 ] |
| 11 | 10 luglio     | Metti un lento                         | Puntata dedicata ai lenti                                                   | Francesco Valitutti                   | 2 978 000      | 19,0% | [ F 11 ] |
| 12 | 11 luglio     | Auguri Lino!                           | Puntata dedicata a Lino Banfi in occasione del suo compleanno               | Francesco Valitutti ed Emilio Levi    | 2 475 000      | 16,9% | [ F 12 ] |
| 13 | 21 luglio     | Ricchi e Poveri Parade                 | Puntata dedicata ai Ricchi e Poveri                                         | Emilio Levi                           | 2 620 000      | 16,1% | [ F 13 ] |
| 14 | 23 luglio     | Sanremo dalla A alla Z                 | Puntata dedicata al Festival di Sanremo in ordine alfabetico                | Francesca Dore                        | 2 676 000      | 17,1% | [ F 14 ] |
| 15 | 24 luglio     | Calienti note                          | Puntata dedicata alle canzoni sottintese ed esplicite                       | Francesca Di Ciccio                   | 2 494 000      | 15,8% | [ F 15 ] |
| 16 | 25 luglio     | Quando m'innamoro                      | Puntata dedicata alle canzoni romantiche                                    | Emilio Levi                           | 2 382 000      | 16,4% | [ F 16 ] |
| 17 | 26 luglio     | Poker di regine                        | Puntata dedicata a Loredana Bertè, Marcella, Anna Oxa e Rettore             | Massimiliano Canè                     | 2 273 000      | 17,4% | [ F 17 ] |
| 18 | 27 luglio     | Tutti pazzi per Raffaella              | Puntata dedicata a Raffaella Carrà (replica)                                | Salvo Guercio                         | 2 377 000      | 16,8% | [ F 18 ] |
| 19 | 28 luglio     | Una canzone per due                    | Puntata dedicata alle canzoni in due versioni                               | Massimiliano Canè                     | 2 989 000      | 16,9% | [ F 19 ] |
| 20 | 29 luglio     | Sanremo cover e duetti impossibili     | Puntata dedicata alla serata delle cover e ai duetti al Festival di Sanremo | Carlo Vani                            | 2 894 000      | 17,4% | [ F 20 ] |
| 21 | 30 luglio     | Nostalgia settanta                     | Puntata dedicata agli anni '70 nelle canzoni e negli sketch televisivi      | Mattia Bravi                          | 2 995 000      | 18,2% | [ F 21 ] |
| 22 | 31 luglio     | Pooh, viaggio in 50 anni di musica     | Puntata dedicata ai Pooh (replica)                                          | Elisabetta Barduagni, Emilio Levi     | 2 681 000      | 16,6% | [ F 22 ] |
| 23 | 1º agosto     | Assonanze                              | Puntata dedicata alle canzoni imparentate tra loro                          | Luca Rea                              | 2 411 000      | 16,0% | [ F 23 ] |
| 24 | 3 agosto      | Stasera Topo Gigio                     | Puntata dedicata a Topo Gigio                                               | Francesco Valitutti                   | 1 926 000      | 13,5% | [ F 24 ] |
| 25 | 4 agosto      | Semplicemente Mogol                    | Puntata dedicata a Mogol                                                    | Roberto Patrone e Francesco Valitutti | 2 810 000      | 17,2% | [ F 25 ] |
| 26 | 5 agosto      | Ottanta nostalgia                      | Puntata dedicata agli anni '80 nelle canzoni e negli sketch televisivi      | Mattia Bravi                          | 2 736 000      | 17,7% | [ F 26 ] |
| 27 | 6 agosto      | Sanremo 68 - 78 - 88                   | Puntata dedicata ai Festival di Sanremo del 1968, 1978 e 1988               | Luca Rea                              | 2 587 000      | 16,7% | [ F 27 ] |
| 28 | 7 agosto      | Le canzoni dell'estate                 | Puntata dedicata a Un disco per l'estate                                    | Carlo Vani                            | 2 492 000      | 16,9% | [ F 28 ] |
| 29 | 8 agosto      | Complessi ma semplici                  | Puntata dedicata ai gruppi musicali italiani degli anni '60, '70 e '80      | Massimiliano Canè                     | 2 440 000      | 17,0% | [ F 29 ] |
| 30 | 10 agosto     | Una storia d'amore senza fine          | Puntata dedicata ad Al Bano e Romina Power (replica)                        | Valentina Cotone                      | 2 246 000      | 17,7% | [ F 30 ] |
| 31 | 11 agosto     | Uguali e diverse (Bis)                 | Seconda puntata dedicata alle canzoni differenti che hanno lo stesso titolo | Massimiliano Canè                     | 2 327 000      | 15,9% | [ F 31 ] |
| 32 | 12 agosto     | Stasera... niente scuse!               | Puntata dedicata a Raimondo Vianello e Sandra Mondaini                      | Carlo Vani                            | 2 458 000      | 17,3% | [ F 32 ] |
| 33 | 13 agosto     | Sanremo 69 - 79 - 89                   | Puntata dedicata ai Festival di Sanremo del 1969, 1979 e 1989               | Luca Rea                              | 2 258 000      | 16,2% | [ F 33 ] |
| 34 | 14 agosto     | Il tempo va                            | Puntata dedicata alle canzoni dedicate allo scorrere del tempo              | Francesca Di Ciccio                   | 2 187 000      | 16,7% | [ F 34 ] |
| 35 | 15 agosto     | Ballo ballo ballo                      | Puntata dedicata ai balli in TV                                             | Francesco Valitutti                   | 2 042 000      | 16,5% | [ F 35 ] |
| 36 | 17 agosto     | Incredibilmente Pippo                  | Puntata dedicata al ricordo di Pippo Baudo (replica)                        | Salvo Guercio                         | 2 928 000      | 21,1% | [ F 36 ] |
| 37 | 18 agosto     | Soldi sì, soldi no                     | Puntata dedicata ai soldi                                                   | Francesca Di Ciccio                   | 2 510 000      | 15,8% | [ F 37 ] |
| 38 | 19 agosto     | Giorgio Calabrese di mestiere istrione | Puntata dedicata a Giorgio Calabrese                                        | Carlo Vani                            | 2 399 000      | 16,1% | [ F 38 ] |
| 39 | 20 agosto     | Italo Disco                            | Puntate dedicata alla musica dance                                          | Luca Rea                              |                |       |          |

## Credit tecnico
- Produttore: Direzione Intrattenimento Prime Time Raiuno
- Produttore esecutivo: Monica Avanzini
- Curatore: Paola Pardo
- Autori: Mattia Bravi, Massimiliano Canè, Francesca Di Ciccio, Claudia Di Giuseppe, Francesca Dore, Emilio Levi, Roberto Patrone, Luca Rea, Francesco Valitutti, Carlo Vani
- Montaggio: Marta Agneni, Michael Bosica, Andrea Di Pasqua, Duilio Francioli, Filippo Gamen, Alessandro Giuliani, Debora Longini, Simone Olivi, Andrea Panetta, Marco Raimondi, Francesca Romana Scotto, Alice Vivona
- Ricerche immagini: Andrea Bencivenga, Tiziana Carlino, Saverio Felici, Micaela Giannone Pesciaroli, Angelina Laviano, Martina Raglio
- Progetto grafico: Tiziana Marzi
- Pianificazione mezzi: Fulvio Frattarelli
- Attività digital RaiPlay: Riccardo Brugia, Alberto Vignola
- Attività social: Barbara Bechelloni, Bruno Mastroianni, Viviana Vitale

### Annotazioni
1. ↑  Replica rieditata della puntata andata in onda il 7 luglio 2024.
2. ↑  Replica della puntata andata in onda originariamente il 18 giugno 2018.
3. ↑  Replica con nuovo titolo delle puntate andate in onda il 12 settembre 2019 e il 15 agosto 2022.
4. ↑  Replica rivisitata con filmati inediti, dall'ottava puntata di Techetechete' Superstar, andata in onda il 31 agosto 2019.
5. ↑  Replica rieditata della puntata andata in onda il 30 luglio 2022

### Riferimenti
1. 1 2   Gaia Martino, Torna Techetechetè e cambia: chi lo conduce e quando va in onda al posto di Affari Tuoi, su Fanpage.it, 24 giugno 2025.
2. ↑   Roberta Menegazzi, Topo Gigio, Techetechetè gli dedica una puntata speciale: quando andrà in onda, anticipazioni, filmati inediti, su Canale Dieci, 29 luglio 2025.
3. 1 2   "Techetechetè" 56 nuove puntate tra emozioni, musica e ricordi, su Rai Ufficio Stampa, 29 giugno 2025.
4. ↑   Daniele Lombardi, BOOM! Bianca Guaccero e le sue Techeteche TopTen contro La Ruota della Fortuna - Da sabato 12 luglio, Rai 1 schiera la vincitrice di Ballando con le Stelle contro le prime tre settimane di Gerry Scotti in access prime time, su DavideMaggio.it, 11 luglio 2025.
5. ↑   Daniele Lombardi, Techeteche TopTen chiude - La Ruota di Scotti miete la prima vittima: Bianca Guaccero saluterà domani sera l'access di Rai 1 anziché venerdì 1º agosto, su DavideMaggio.it, 19 luglio 2025.
6. ↑   Affari tuoi, Stefano De Martino torna il 2 settembre. Con una sorpresa: il pacco nero, su Repubblica.it, 6 agosto 2025.

### Fonti delle puntate
1. ↑   Rai Teche, su Facebook, 29 giugno 2025. URL consultato il 2 luglio 2025.
2. ↑   Rai Teche, su Facebook, 30 giugno 2025. URL consultato il 2 luglio 2025.
3. ↑   Rai Teche, su Facebook, 1º luglio 2025. URL consultato il 2 luglio 2025.
4. ↑   Programmi andati in onda ieri in tv su Rai 1, su guidatv.org, 3 luglio 2025. URL consultato il 3 luglio 2025 (archiviato dall'url originale il 3 luglio 2025).
5. ↑   Programmi Rai 1 | Giovedì 03/07/2025, su tv.zam.it. URL consultato il 3 luglio 2025 (archiviato il 3 luglio 2025).
6. ↑   Rai Teche, su Facebook, 4 luglio 2025. URL consultato il 5 luglio 2025.
7. ↑   Rai Teche, su Facebook, 5 luglio 2025. URL consultato il 7 luglio 2025.
8. ↑   Rai Teche, su Facebook, 7 luglio 2025. URL consultato il 7 luglio 2025.
9. ↑   Rai Teche, su Facebook, 8 luglio 2025. URL consultato il 9 luglio 2025.
10. ↑   Rai Teche, su Facebook, 9 luglio 2025. URL consultato il 9 luglio 2025.
11. ↑   Rai Teche, su Facebook, 10 luglio 2025. URL consultato l'11 luglio 2025.
12. ↑   Rai Teche, su Facebook, 11 luglio 2025. URL consultato l'11 luglio 2025.
13. ↑   Rai Teche, su Facebook, 21 luglio 2025. URL consultato il 17 agosto 2025.
14. ↑   Rai Teche, su Facebook, 24 luglio 2025. URL consultato il 17 agosto 2025.
15. ↑   Rai Teche, su Facebook, 25 luglio 2025. URL consultato il 17 agosto 2025.
16. ↑   Rai Teche, su Facebook, 26 luglio 2025. URL consultato il 17 agosto 2025.
17. ↑   Rai Teche, su Facebook, 27 luglio 2025. URL consultato il 17 agosto 2025.
18. ↑   Rai Teche, su Facebook, 28 luglio 2025. URL consultato il 17 agosto 2025.
19. ↑   Rai Teche, su Facebook, 30 luglio 2025. URL consultato il 17 agosto 2025.
20. ↑   Programmi Rai 1 | Giovedì 31/07/2025, su tv.zam.it. URL consultato il 17 agosto 2025 (archiviato il 17 agosto 2025).
21. ↑   Rai Teche, su Facebook, 1º agosto 2025. URL consultato il 17 agosto 2025.
22. ↑   Rai Teche, su Facebook, 3 agosto 2025. URL consultato il 17 agosto 2025.
23. ↑   Rai Teche, su Facebook, 4 agosto 2025. URL consultato il 17 agosto 2025.
24. ↑   Rai Teche, su Facebook, 5 agosto 2025. URL consultato il 17 agosto 2025.
25. ↑   Rai Teche, su Facebook, 6 agosto 2025. URL consultato il 17 agosto 2025.
26. ↑   Programmi Rai 1 | Giovedì 07/08/2025, su tv.zam.it. URL consultato il 17 agosto 2025 (archiviato il 17 agosto 2025).
27. ↑   Rai Teche, su Facebook, 8 agosto 2025. URL consultato il 17 agosto 2025.
28. ↑   Rai Teche, su Facebook, 10 agosto 2025. URL consultato il 17 agosto 2025.
29. ↑   Rai Teche, su Facebook, 11 agosto 2025. URL consultato il 17 agosto 2025.
30. ↑   Rai Teche, su Facebook, 12 agosto 2025. URL consultato il 17 agosto 2025.
31. ↑   Rai Teche, su Facebook, 13 agosto 2025. URL consultato il 17 agosto 2025.
32. ↑   Rai Teche, su Facebook, 14 agosto 2025. URL consultato il 17 agosto 2025.
33. ↑   Rai Teche, su Facebook, 15 agosto 2025. URL consultato il 17 agosto 2025.
34. ↑   Rai Teche, su Facebook, 17 agosto 2025. URL consultato il 17 agosto 2025.

### Fonti degli ascolti
1. ↑   Ascolti TV | Domenica 29 giugno 2025, su DavideMaggio.it. URL consultato il 30 giugno 2025.
2. ↑   Ascolti TV | Lunedì 30 giugno 2025, su DavideMaggio.it. URL consultato il 1° luglio 2025.
3. ↑   Ascolti TV | Martedì 1° luglio 2025, su DavideMaggio.it. URL consultato il 2 luglio 2025.
4. ↑   Ascolti TV | Mercoledì 2 luglio 2025, su DavideMaggio.it. URL consultato il 3 luglio 2025.
5. ↑   Ascolti TV | Giovedì 3 luglio 2025, su DavideMaggio.it. URL consultato il 4 luglio 2025.
6. ↑   Ascolti TV | Venerdì 4 luglio 2025, su DavideMaggio.it. URL consultato il 5 luglio 2025.
7. ↑   Ascolti TV | Sabato 5 luglio 2025, su DavideMaggio.it. URL consultato il 6 luglio 2025.
8. ↑   Ascolti TV | Lunedì 7 luglio 2025, su DavideMaggio.it. URL consultato l'8 luglio 2025.
9. ↑   Ascolti TV | Martedì 8 luglio 2025, su DavideMaggio.it. URL consultato il 9 luglio 2025.
10. ↑   Ascolti TV | Mercoledì 9 luglio 2025, su DavideMaggio.it. URL consultato il 10 luglio 2025.
11. ↑   Ascolti TV | Giovedì 10 luglio 2025, su DavideMaggio.it. URL consultato l'11 luglio 2025.
12. ↑   Ascolti TV | Venerdì 11 luglio 2025, su DavideMaggio.it. URL consultato il 12 luglio 2025.
13. ↑   Ascolti TV | Lunedì 21 luglio 2025, su DavideMaggio.it. URL consultato il 22 luglio 2025.
14. ↑   Ascolti TV | Mercoledì 23 luglio 2025, su DavideMaggio.it. URL consultato il 24 luglio 2025.
15. ↑   Ascolti TV | Giovedì 24 luglio 2025, su DavideMaggio.it. URL consultato il 25 luglio 2025.
16. ↑   Ascolti TV | Venerdì 25 luglio 2025, su DavideMaggio.it. URL consultato il 26 luglio 2025.
17. ↑   Ascolti TV | Sabato 26 luglio 2025, su DavideMaggio.it. URL consultato il 27 luglio 2025.
18. ↑   Ascolti TV | Domenica 27 luglio 2025, su DavideMaggio.it. URL consultato il 28 luglio 2025.
19. ↑   Ascolti TV | Lunedì 28 luglio 2025, su DavideMaggio.it. URL consultato il 29 luglio 2025.
20. ↑   Ascolti TV | Martedì 29 luglio 2025, su DavideMaggio.it. URL consultato il 30 luglio 2025.
21. ↑   Ascolti TV | Mercoledì 30 luglio 2025, su DavideMaggio.it. URL consultato il 31 luglio 2025.
22. ↑   Ascolti TV | Giovedì 31 luglio 2025, su DavideMaggio.it. URL consultato il 1° agosto 2025.
23. ↑   Ascolti TV | Venerdì 1° agosto 2025, su DavideMaggio.it. URL consultato il 2 agosto 2025.
24. ↑   Ascolti TV | Domenica 3 agosto 2025, su DavideMaggio.it. URL consultato il 4 agosto 2025.
25. ↑   Ascolti TV | Lunedì 4 agosto 2025, su DavideMaggio.it. URL consultato il 5 agosto 2025.
26. ↑   Ascolti TV | Martedì 5 agosto 2025, su DavideMaggio.it. URL consultato il 6 agosto 2025.
27. ↑   Ascolti TV | Mercoledì 6 agosto 2025, su DavideMaggio.it. URL consultato il 7 agosto 2025.
28. ↑   Ascolti TV | Giovedì 7 agosto 2025, su DavideMaggio.it. URL consultato l'8 agosto 2025.
29. ↑   Ascolti TV | Venerdì 8 agosto 2025, su DavideMaggio.it. URL consultato il 9 agosto 2025.
30. ↑   Ascolti TV | Domenica 10 agosto 2025, su DavideMaggio.it. URL consultato l'11 agosto 2025.
31. ↑   Ascolti TV | Lunedì 11 agosto 2025, su DavideMaggio.it. URL consultato il 12 agosto 2025.
32. ↑   Ascolti TV | Martedì 12 agosto 2025, su DavideMaggio.it. URL consultato il 13 agosto 2025.
33. ↑   Ascolti TV | Mercoledì 13 agosto 2025, su DavideMaggio.it. URL consultato il 14 agosto 2025.
34. ↑   Ascolti TV | Giovedì 14 agosto 2025, su DavideMaggio.it. URL consultato il 15 agosto 2025.
35. ↑   Ascolti TV | Venerdì 15 agosto 2025, su DavideMaggio.it. URL consultato il 16 agosto 2025.
36. ↑   Ascolti TV | Domenica 17 agosto 2025, su DavideMaggio.it. URL consultato il 18 agosto 2025.
37. ↑   Ascolti TV | Lunedì 18 agosto 2025, su DavideMaggio.it. URL consultato il 19 agosto 2025.
38. ↑   Ascolti TV | Martedì 19 agosto 2025, su DavideMaggio.it. URL consultato il 20 agosto 2025.